# Talzemt
Talzemt (en àrab تالزمت, Tālzmt; en amazic ⵜⴰⵍⵣⵎⵜ) és una comuna rural de la província de Boulemane, a la regió de Fes-Meknès, al Marroc. Segons el cens de 2014 tenia una població total de 3.160 persones.